# Sergio Ballesteros
Sergio Martínez Ballesteros (Burjassot, 4 september 1975) is een voormalig Spaans voetballer die bij voorkeur speelde als centrale verdediger.
Hij begon en eindigde zijn 19-jarige professionele carrière bij Levante. Hij speelde 15 seizoenen in de Primera División waarin hij tot 387 wedstrijden kwam waarin hij 8 keer wist te scoren.  Hij vertegenwoordigde in de Primera División ook nog Tenerife (vier jaar), Rayo Vallecano (een jaar), Villareal (drie jaar) en Mallorca (vier jaar).

## Clubcarrière
Ballesteros begon met voetballen bij de amateurclub Burjassot CF in zijn geboortestad, waarna hij in de jeugdopleiding van Levante terechtkwam. In het seizoen 1994/95 maakte hij zijn debuut in de Segunda División B op de derde speeldag van het seizoen tegen Ontinyent. Hij kwam 11 minuten voor tijd het veld in als vervanger van Jordi Masnou Margarit. In januari 1996 ging hij op huurbasis aan de slag bij CD Tenerife. Hij maakte zijn debuut in de Primera División op 3 januari 1996 in de met 2−0 gewonnen thuiswedstrijd tegen Racing Santander. Hij speelde een handvol wedstrijden voor de club, waarna de overstap permanent werd. Hij werd een belangrijke verdediger in het elftal en wist zelfs nog viermaal te scoren.
In de voorbereiding van het seizoen 2000/01 verkaste Ballesteros naar Rayo Vallecano. Hij verzamelde tien gele kaarten in zijn enige seizoen namens de Madrilenen en speelde alle wedstrijden 90 minuten mee in de weg naar de kwartfinale in de UEFA Cup, waar Deportivo Alavés uiteindelijk te sterk bleek. Vervolgens speelde hij drie jaar lang bij Villareal, waarin hij vooral de laatste twee jaar een vaste waarde was in het elftal. In het seizoen 2004/05 speelde hij alle wedstrijden mee in de gewonnen UEFA Intertoto Cup alvorens hij een contract bij RCD Mallorca tekende.
Van 2004 tot 2008 speelde Ballesteros voor RCD Mallorca, opnieuw een club in de Primera División. Hij kwam tot meer dan 100 optredens voor Mallorquinistas. In juli 2008 werd de destijds 33−jarige Ballesteros overbodig geacht en mocht hij vertrekken. Ballesteros besloot na 13 jaar weer terug te keren bij Levante, de club waar het voor hem allemaal begon. Hiermee kwam voor Ballesteros wel een einde aan een lange ononderbroken periode in de Primera División omdat Levante een niveau lager uitkwam.
In zijn eerste seizoen bij de club bleek hij al snel een vaste waarde in het elftal met slechts 4 gemiste wedstrijden van de uit 41 speelronden bestaande competitie. Het seizoen erop miste hij slechts twee wedstrijden en wist Levante, mede dankzij Ballesteros, na een derde plek in de competitie te promoveren naar de Primera División. In het seizoen 2011/12 werd het nog beter toen de club eindigde als nummer zes in de competitie en zich zodoende voor het eerst in haar historie kwalificeerde voor de UEFA Europa League.
In het volgende seizoen was Ballesteros opnieuw basisspeler in het elftal. Echter, tegen het einde van het seizoen werd Ballesteros samen met ploeggenoten Juanlu en Gustavo Munúa door José Barquero er van beschuldigt dat ze een gebrek aan inzet hadden getoond in de 0−4 thuisnederlaag tegen Deportivo La Coruña. Dit leidde tot vele geruchten over wedstrijdvervalsing. Nadien speelde Ballesteros geen enkele wedstrijd meer voor Levante. In juni 2013 maakte hij het einde van zijn voetbalcarrière bekend.

## Statistieken
| Seizoen                         | Club            | Competitie         | Competitie | Competitie | Beker | Beker | Internationaal | Internationaal | Totaal | Totaal |
| Seizoen                         | Club            | Competitie         | Wed.       | Dlp.       | Wed.  | Dlp.  | Wed.           | Dlp.           | Wed.   | Dlp.   |
| ------------------------------- | --------------- | ------------------ | ---------- | ---------- | ----- | ----- | -------------- | -------------- | ------ | ------ |
| 1994/95                         | Levante         | Segunda División B | 20         | 1          | 1     | 0     | 0              | 0              | 21     | 2      |
| 1995/96                         | Levante         | Segunda División B | 16         | 3          | 5     | 0     | 0              | 0              | 21     | 3      |
| 1995/96                         | Tenerife (huur) | Primera División   | 6          | 0          | 0     | 0     | 0              | 0              | 6      | 0      |
| 1996/97                         | Tenerife        | Primera División   | 31         | 1          | 2     | 0     | 7              | 0              | 40     | 1      |
| 1997/98                         | Tenerife        | Primera División   | 24         | 0          | 2     | 0     | 0              | 0              | 26     | 0      |
| 1998/99                         | Tenerife        | Primera División   | 8          | 1          | 0     | 0     | 0              | 0              | 8      | 1      |
| 1999/00                         | Tenerife        | Segunda División A | 23         | 2          | 3     | 0     | 0              | 0              | 26     | 2      |
| 2000/01                         | Rayo Vallecano  | Primera División   | 36         | 2          | 3     | 0     | 10             | 0              | 49     | 2      |
| 2001/02                         | Villarreal      | Primera División   | 18         | 0          | 5     | 0     | 0              | 0              | 23     | 0      |
| 2002/03                         | Villarreal      | Primera División   | 33         | 0          | 0     | 0     | 1              | 0              | 34     | 0      |
| 2003/04                         | Villarreal      | Primera División   | 30         | 1          | 3     | 1     | 13             | 0              | 46'    | 2      |
| 2004/05                         | Villarreal      | Primera División   | 0          | 0          | 0     | 0     | 5              | 0              | 5      | 0      |
| 2004/05                         | RCD Mallorca    | Primera División   | 32         | 0          | 1     | 0     | 0              | 0              | 33     | 0      |
| 2005/06                         | RCD Mallorca    | Primera División   | 20         | 0          | 1     | 0     | 0              | 0              | 21     | 0      |
| 2006/07                         | RCD Mallorca    | Primera División   | 35         | 1          | 4     | 0     | 0              | 0              | 39     | 1      |
| 2007/08                         | RCD Mallorca    | Primera División   | 16         | 0          | 4     | 0     | 0              | 0              | 20     | 0      |
| 2008/09                         | Levante         | Segunda División A | 37         | 0          | 0     | 0     | 0              | 0              | 37     | 0      |
| 2009/10                         | Levante         | Segunda División A | 39         | 0          | 0     | 0     | 0              | 0              | 37     | 0      |
| 2010/11                         | Levante         | Primera División   | 35         | 1          | 2     | 0     | 0              | 0              | 37     | 1      |
| 2011/12                         | Levante         | Primera División   | 37         | 1          | 3     | 1     | 0              | 0              | 40     | 2      |
| 2012/13                         | Levante         | Primera División   | 26         | 0          | 2     | 0     | 10             | 0              | 38     | 0      |
| Carrière totaal                 | Carrière totaal | Carrière totaal    | 522        | 15         | 41    | 2     | 46             | 0              | 609    | 17     |
| Bijgewerkt tot 24 december 2015 |                 |                    |            |            |       |       |                |                |        |        |

## Palmares

### Club
Villarreal
- UEFA Intertoto Cup: 2003, 2004

### Internationaal
Spanje −21
- EK onder 21: 1998